# Bajoh
Bajoh (ou Bajo) est un village du Cameroun, situé dans la Région du Sud-Ouest, à proximité de la frontière avec le Nigeria. Il est rattaché administrativement à la commune d'Eyumodjock, dans le département de la Manyu.

## Population
Lors du recensement de 2005 on y a dénombré 96 habitants. Ce sont principalement des Ejagham.